# メノナイト
メノナイト（英: Mennonite、メノー派）は、メノ・シモンズの名前に因んで名付けられたキリスト教アナバプテストの教派である。ただし、シモンズがこの集団に与えた影響は比較的小さい。メノナイトはブレザレン、クエーカーと共に歴史的平和教会の一つに数えられ、非暴力、暴力を使わない抵抗と融和および平和主義のために行動している。メノナイトという言葉は教派そのものと、その信徒を指すときの両方に使われる。
2006年時点で、世界には約150万人のメノナイトがいる。世界中のメノナイトは、単に質素な生活を送る人々から一般の人とはすぐに違いを識別できるほど時代がかった服装や外観の人々までさまざまな程度で、メノナイトの生活習慣を受け継いでいる。少数の顕著な例外はあるものの、ヨーロッパや北アメリカにおいてメノナイトは圧倒的に田舎に居住し続けている。メノナイトのかなりの数の人々がアフリカに住んでいるが、6大陸の少なくとも51の国で強固な独自共同体を形成し、あるいは他の一般大衆の中に分散した形で、生活している。
メノナイトはキリスト教の教派の中でも災害救助活動で国際的に名声が高く、ボランティア活動に強い宗教的な重要性を置いている。「メノナイト災害時奉仕」は北アメリカに本拠を置き、ハリケーンや洪水などの災害時に即時のまた長期間の奉仕活動を行っている。「メノナイト中央委員会」は世界中の災害救助活動を行うと共に、長期間の国際的開発プログラムにも携わっている。他にも世界中の様々な救援活動や奉仕プログラムがある。
最近の数十年間、メノナイトは積極的に平和と社会的正義の問題に関わっており、「キリスト教ピースメイカー・チーム」や「メノナイト調停サービス」の立ち上げを促進した。

## 歴史

### ラディカル・リフォーメーション

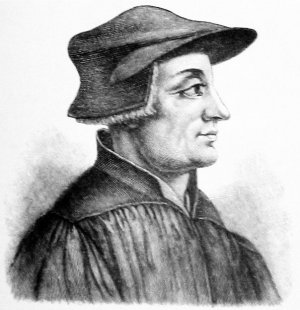
フルドリッヒ・ツヴィングリ

メノナイトの初期の歴史は中央ヨーロッパのドイツ語やオランダ語を話す地域のアナバプテストに始まる。ドイツ語ではトイファー（Täufer）と呼ばれる。現代のメノナイトの先駆者は、宗教改革の一潮流であった。その最もはっきりした違いは幼児洗礼を拒否したことであり、西ヨーロッパで生まれたほとんど全ての幼児がカトリック教会で洗礼を受けていたので、宗教的にも政治的にも重大なことであった。メノナイトの他の重大な神学的見解は、カトリックあるいはマルティン・ルターやフルドリッヒ・ツヴィングリのような他の宗教改革者の見解に対する反論の中から発展してきた。
ツヴィングリの宗教改革の追随者は、生まれてすぐ教会に属することを求めるのは新約聖書の記述に反していると感じた。教会は完全に政府とは切り離されるべき（自由教会の伝統の先駆）であり、イエスを信じ、イエスの教えに従って生きると自ら告白する者のみ教会に加わるべきと考えた。1525年1月21日、小さな集会が開かれ、コンラッド・グレベル、フェリクス・マンズおよびジョージ・ブラウロックが他の12人の仲間と共に、互いに洗礼を授けあった。この集会がアナバプテスト運動の始まりであった。当時の宗教界では多くの急進的な集団が乱立し、階級、国、終末論、性的放縦、断固とした放縦から極端な貞節にまでおよぶ事柄などについて、さまざまな主張を説いた。これらの運動を纏めてラディカル・リフォーメーションと呼ぶことがある。ただし、三位一体を否定するまでに至ったグループは今日のキリスト教から区別される。。
多くの政府や、プロテスタント・カトリック双方の宗教指導者達は、教会員の自覚に基づく教会制度は危険であると考えた。彼らは、アナバプテスト派の一部過激派によるミュンスター反乱の報告に関心をそそられ、軍隊に加わって運動家と戦い、迫害、国外追放、拷問といった手段も用い、時には異端者として処刑した。
各領邦教会の最善の努力にも拘わらず、運動は西ヨーロッパ中、特にライン川地域にゆっくりと拡がった。初期のアナバプテスト指導者の多くが、迫害に遭い殺された。1530年までに運動を起こした指導者の大半がその信条を捨てることを拒んだために殺された。多くの者は、神が如何なる理由でも殺人や力の行使を許すはずがないと信じ、それ故に自衛のために進んで戦おうとはしなかった。これら平和主義に立つ教派はストラスブールのような中立的都市や国に逃げ込んで生き残った。しかし、彼らの安全はしばしば脆いものであり、同盟関係の変化や侵略によって迫害が始まることもあった。バーテンバーガー派のようなアナバプテストの集団は、進んで戦おうとした故に殲滅された。これはアナバプテストの神学の漸進的変化の中で大きな役割を演じた。

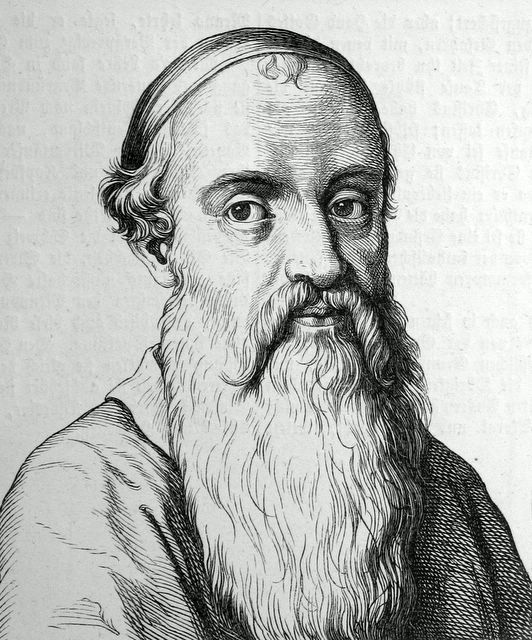
メノ・シモンズ

アナバプテスト運動の初期に、オランダのカトリック神父メノ・シモンズは、運動のことを聞いて自らのカトリック信仰について再考を始めた。シモンズは聖変化に疑問を持ったが、カトリック教会から去ることを躊躇していた。アナバプテストの一員であったシモンズの弟が仲間といるときに攻撃を受けて防衛を拒んで殺されたことで、シモンズの考えは影響された。1536年、40歳の時に、シモンズはカトリック教会を離れ、その後直ぐにアナバプテスト運動の指導者になった。結果、シモンズは終生お尋ね者となった。シモンズの名前が分散していた非暴力アナバプテストの間に知られるようになり、シモンズはその組織化と団結に貢献した。今日では歴史的平和教会と呼ばれる。

### 分散と変化
16世紀の間、メノナイトと他の再洗礼派は容赦なく迫害された。17世紀までにスイスの領邦教会に加わり、当局に攻撃を止めるよう説得した者もいた。領邦教会の外にいたメノナイトは、その信者仲間と共に領邦教会の中で宗派に留まるかで意見が分かれ、袂を分かつ者がいた。宗派に残らなかった者は、その創設者ジェイコブ・アマンに因んで、アーミッシュとして知られるようになった。宗派に留まった者はメノナイトの名前を通した。この迫害の時期は、メノナイトの仲間意識に重大な効果があった。1660年に出版された「殉教者の鏡」は再洗礼派とその先行者に対する迫害の多くを記録している。今日、この本は、多くのメノナイトやアーミッシュ、特にスイスや南ドイツのメノナイト分派には聖書の次に重要な書籍となっている。
何年にもわたる意見の不一致がさらに分派を作っていった。その理由は時には神学的なことであり、時には実践上のことであり、時には地理的なことであった。例えば、20世紀の初め頃、日曜学校と福音を説くことを始めたいと考えたアーミッシュ教会の一員がいた。彼らはアーミッシュの残りの者を説得できずに分離し「保守的メノナイト会議」を作った。カナダなどの国のメノナイトは距離の問題やある場合には言語の問題により実践面を考えて独立した宗派とするのが普通になっている。
この集団に関する最初の記録は中央ヨーロッパの小さな地域を支配していたアン伯爵夫人の命令で書かれたものだった。激しい再洗礼派の一派がいることで、その国では政治的にも宗教的にも混乱を来していたので、伯爵夫人はすべての再洗礼派が国から出て行くよう命じた。この命令は例外があり、当時「メニスト」と呼ばれた非暴力の一派だった。
この命令は歴史上で何度も繰り返されるものの先例となり、政治的支配者はメニストやメノナイトが、正直だから、よく働くから、また平和的だからという理由でその国に留まることを許した。しかし、必然的に再洗礼派の存在は強力な国家教会を不安にさせ、君主は兵役免除を取り下げたりした。新しい君主が位に就くと、メノナイトは生きていくために今一度逃げ出さざるを得ないこともあった。多くの場合家族以外の全てを残していくことにもなった。他の国の他の君主は少しの間だけでも快く迎えてくれることもあった。
一つの例がイングランドを支配した女王エリザベス1世である。イギリスの小さな村でオランダ人再洗礼派の一派が、ジョン・スミスに指導される宗派と親しくなった。スミスは後にピルグリムを率いてオランダに渡り続いてアメリカに向かわせた人物である。ピルグリムはオランダのメノナイトに接して、おそらくその教えに影響を受けた。各分派が自分達を律する自由を含めてである。しかし、メノナイトがイエスを神であり救い主であると進んで受け止めるだけの容量がある場合にのみ洗礼を行うべきと信じていたのに対し、今日会衆派教会として知られるピルグリムは幼児洗礼の慣習を続けた。
メノナイトがアメリカのピルグリムに最初に与えた衝撃に加えて、宗教史学者は他の宗教的な教えにもその影響を上げてきた。この中にはバプテストが信仰告白に基づいて成人の洗礼を行うこと、クエーカーが戦争に強く反対することが含まれる。再洗礼派の信仰の流布は今日のアメリカで享受されている信教の自由に繋がっている。

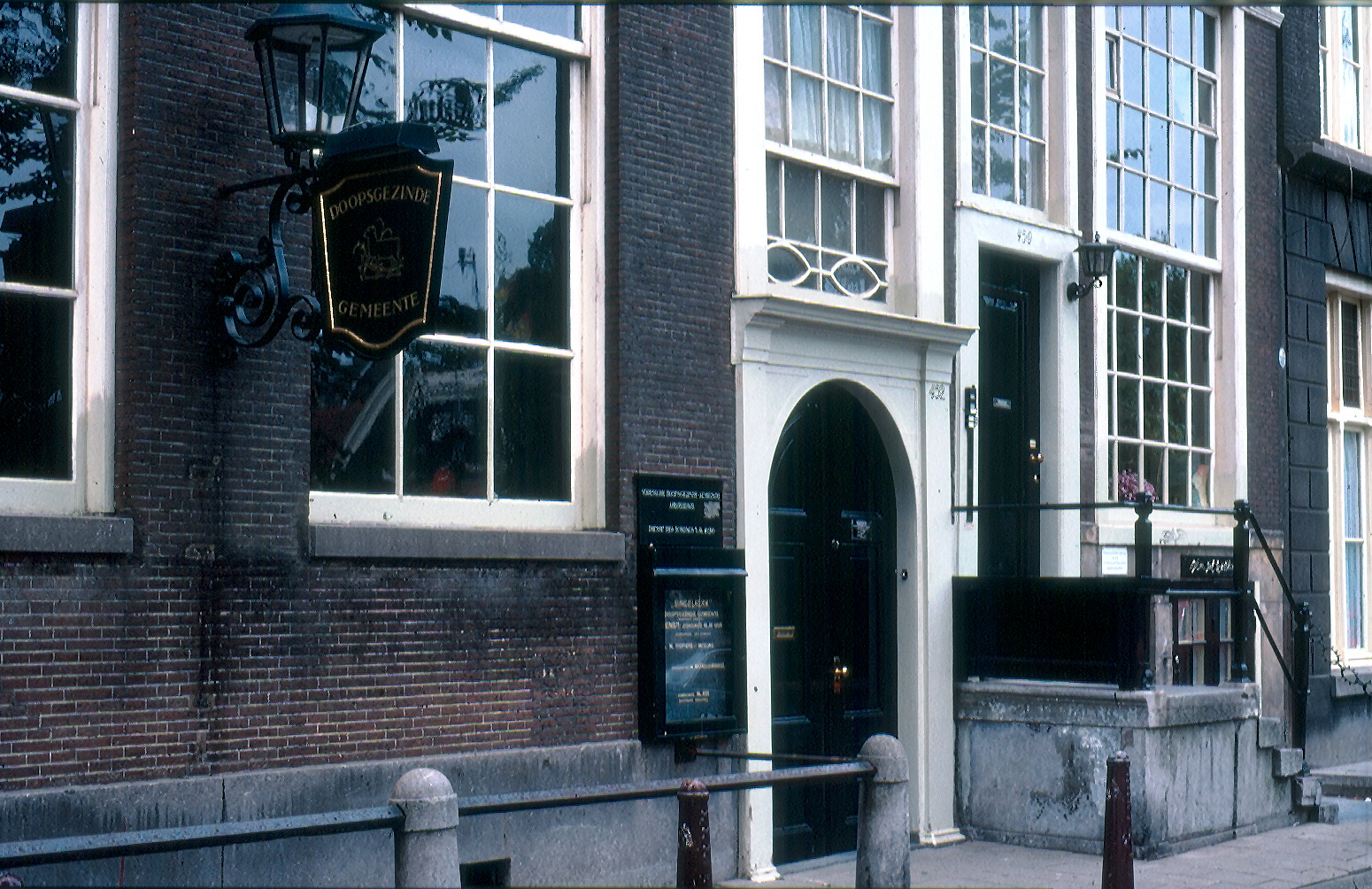
市内の建築物に溶け込んだメノナイト教会。市民多数派の宗教的感受性を刺激しない意図がある。アムステルダム

植民地アメリカのメノナイトが大きな範囲で信教の自由を享受する一方で、ヨーロッパの場合は以前と同じような状況に置かれた。その暮らしは支配する君主に依存しており、君主の中には土地が肥えて居らず耕す者がいないような時のみ招き入れる者がいた。この例外はオランダであり、そこでは比較的高い程度の寛容さを享受できた。メノナイトは兵役義務の免除と引き替えに勤勉に働くことと良識によりこの土地を要求することもできたと思われる。しかし、一旦土地が耕作可能な状態に戻ると、約束が替わり、また迫害が始まることになった。土地は常に面倒を見る必要があったので、支配者はメノナイトを追い出しはせず、実際には定着を命ずる法を成立させ、同時にその自由を厳しく制限した。メノナイトは裏通りや小道に面して教会を建てるという制限が課され、正式な教会よりも誰かの家で集会を開く習慣ができた。また鐘の音で礼拝の始まりを知らせることも禁じられた。
さらに兵役免除を続けることと、最も優れた農夫が出て行かないようにしておくことと引き替えに高い税金が課せられた。ある場合には宗派全体が税金を払うために所有物を諦めて出て行くこともあった。ある会員の家族が税金を払えない場合は、仲間が肩代わりした。
このような状況下では「仲間社会」の発展に強い関心がおかれ、今でもメノナイト教会の典型的なスタイルになっている。個別の自由を保持するためにしばしば持ち物を諦めるよう求められてきた結果、メノナイトは簡素な生活の仕方を学んだ。このことは家や教会にも現れており、服装も建物も質素である。単純なドイツ語コラールを使う教会音楽ですら、ア・カペラで歌われる。この音楽様式は多くのメノナイトにその質素な生活スタイルと迫害された人々の歴史を思い出させる。メノナイトの支派によってはこの「質素な」生活様式を今も続けている。

### ジェイコブ・アマンとアーミッシュ
1693年、ジェイコブ・アマンはメノナイト教会を改革する活動を始め、教会を離れた洗礼済み会員の社会的回避や親交を持つ機会を増やすことなどの違いを出した。このことで議論が決裂し、アマンとその追随者はメノナイト教会から別れた。アマンの追随者はアーミッシュと呼ばれた。アーミッシュとメノナイトの考え方の乖離は激しかったので、アメリカに渡るときに同じ船に乗り合わせても互いに口も利かなかったと言われている。

### メノナイトの分裂
アメリカに移民する前に、ヨーロッパのメノナイトはオランダにいるものと、スイス＝ドイツにいるものとで立場が分かれていた。しかしオランダとスイス双方の集団は、オランダの集団を率いたメノ・シモンズの名前に因んだメノナイトを使った。1683年、オランダ・メノナイトの一部がアメリカへの移民を始め、1707年にはスイス＝ドイツ・メノナイトの大きな集団が続いた。2世紀後の1870年代、プロイセン王国とロシア帝国に定着していたかなり多くのオランダ・メノナイトが、アメリカ合衆国とカナダに移民し、ロシア・メノナイトと呼ばれるようになった。
アメリカへの移民後、多くの初期メノナイトが北アメリカ・メノナイト教会の本体から離れ、独自の特徴有る教会を創設した。1785年に始まった正統派改革メノナイト教会は今日でも続いている。これら教会の多くは神学、原理や教会の規律に関する根の深い意見の違いに対応して作られており、メノナイトの親交の内外で進化が進んだ。「現代の」教会の多くは伝統的なメノナイトの教義を捨てた集団から引き継がれたものである。今日、メノナイトの原理を伝統的な解釈に基づいている集団はこれを捨てた集団よりも速く増加しつつある。しかし、中庸な会派は数では遙かに勝っており、着実に成長を続けている。
この分裂の歴史は今日存在するメノナイトの顕著な会派を作るときに影響を与えた。今日でも一つの集団として続く会派はメノナイト信仰の独自の見解を主張し、親の会派や教会から分かれ、時には穏和なあるいは厳しい社会的回避を使って他のメノナイト集団に対する不満を示している。最近広く報告された例では、フランコニア・カンファランス、後にはメノナイト教会USAから、LGBTの人を教会員に迎えたという理由で、フィラデルフィアのジャーマンタウン・メノナイト教会を除名した。
ドイツ＝ロシア・メノナイトは、オスマン帝国との戦争の結果黒海の北の領土を獲得したロシアのエカチェリーナ2世によって、大きく影響された。エカチェリーナ2世はプロイセンに住むメノナイトを、信教の自由と兵役免除と引き替えにロシア・ステップの冷たく固い土壌で農業を行うよう招いた。メノナイトの農夫は何年もかけて耕作に成功した。20世紀の初めまでに農耕地を大規模に所有する者や都市の産業を興して成功した者もいた。1917年のロシア革命とロシア内戦 (1917-1921)の後、これら全ての農地（その所有者はクラーク、富農と呼ばれた）は没収された。没収だけでなく、内戦の間はボリシェヴィキの手によってひどい迫害を受けた。戦後、宗教に従うことを表明した人々は多くの場合投獄された。このことがアメリカ（アメリカ合衆国、カナダおよびパラグアイ）に向けてのロシア・メノナイトの移民の波ということになった。
1941年にドイツ軍がソ連に侵攻した(独ソ戦のバルバロッサ作戦)とき、メノナイト社会の多くの者がドイツ軍を多くの苦しみを味わわされた共産党政権からの解放者と見なした。戦争の行方が変わると、多くのメノナイトが撤退するドイツ軍とともにドイツに逃げ、ドイツ国民として受け入れられた。第二次世界大戦の終戦後、ロシアに残っていたメノナイトは、移民の道を選ぶか、あるいは（ドイツ人と「集団で協力した」と見られていたために）シベリアやカザフスタンに強制移住させられた。またグラグ（強制収容所）に送られた者も多かった。さらに東部（ロシア西部ではない）に住んでいたドイツ＝ロシア・メノナイトは、ドイツ軍の侵略の前にシベリアに送られており、強制労働に就かせられる者もいた。1990年代ロシア政府はこれらの人々に移民の機会を与えた。ドイツにおけるロシアのメノナイト移民の数は、1898年以前にドイツに住んでいたメノナイトの数の3倍にも達した。

### 北アメリカ
17世紀、オランダにいたメノナイトは迫害と求職のために東方のドイツに移動した。クエーカーの福音主義者がドイツに移住した時、クレーフェルト、ハンブルク＝アルトナ、グローナウおよびエムデンにいたオランダ・メノナイトの多くの者に同調者を見出すことができた。ウィリアム・ペンがその新しい北アメリカの植民地に勧誘したのは、進行中の差別の中で生きていたこれらクエーカーとメノナイトの集団であった。最初にアメリカの植民地に恒久的入植を果たしたのは、1683年にドイツのクレーフェルトからオランダに到着した中のメノナイト1家族と12家族のメノナイト・クエーカーであった。彼らはペンシルベニア州のジャーマンタウンに入植した。この初期入植者の人々の中に、在家の牧師でアメリカでは最初の製紙工場所有者となったウィリアム・リッテンハウスがいた。このメノナイトとメノナイト・クエーカーの集団がアメリカにおける奴隷制度に対して最初の抗議文書を書いた。その論文は奴隷を所有するクエーカー教徒に宛てられており、そのやり方を変えるよう説得する試みであった。
18世紀、ドイツのプファルツからペンシルベニア・ダッチと呼ばれる10万人のドイツ人がペンシルベニア州に移民した。この中で2,500名はメノナイトで、500名はアーミッシュだった。この集団は最初の集団よりもさらに西、より土地値の安いランカスター地区を選んだ。この第2集団の中にいたクリストファー・ドックは、アメリカで最初の教育に関するモノグラフ（論文）「ペダゴギー」（教育）を著した。今日、メノナイトはハンティンドン郡とミフリン郡のキシャコキラス渓谷（ビッグ渓谷とも）にも住んでいる。
植民地時代、メノナイトはペンシルベニアに住むドイツ人と3つの方法で見分けられた。アメリカ独立戦争に対する反対、公的教育に対する抵抗と宗教復活に対する不満であった。この時代にメノナイトが貢献したことは国家と宗教の分離、および奴隷制度に対する反対であった。
1812年から1860年にかけて次の移民の波が押し寄せ、さらに西のオハイオ州、インディアナ州、イリノイ州およびミズーリ州に入植した。これらスイス系ドイツ語を話すメノナイトはアーミッシュと共に、スイスやアルザス＝ロレーヌ地方から来ていた。
18世紀と19世紀に北アメリカに移住して、最初にペンシルベニア州に入ったスイス＝ドイツ・メノナイトは、次に中西部（当初はオハイオ州、インディアナ州およびカンザス州）に移住した者が元メノナイト教会派 (MC)、口語的には「古メノナイト教会」の起源である。この派の本部はインディアナ州エルクハートにあり、2002年にジェネラル・カンファランス・メノナイト教会 (GCMC)と合併するまで最も会員の多いメノナイトの会派であった。
GCMCは1860年に始まった北アメリカに本拠を置くメノナイト会派の連合であった。1860年、アイオワ州の会派が北アメリカの会派を招き、教育や伝道のような共通の目的を追求するために集まろうと呼びかけ、GCMCが結成された。GCMCは特に新しく北アメリカに渡ってくるメノナイトやアーミッシュを惹き付け、1870年代に始まるロシアのメノナイトの大挙移民で大きく拡がった。事務所がマニトバ州ウィニペグ、およびカンザス州ノースニュートンに開かれた。また神学校や幾つかのカレッジを支援した。1990年代にはカナダ、アメリカ合衆国および南アメリカで410の集団に64,431名の会員を数えることになり、2番目に大きなメノナイト会派となった。メノナイト教会との密接な協力関係が増す数十年間の後に、1995年に2つの集団は合併を投票で決め、2000年にメノナイト教会カナダと2002年にメノナイト教会USAに改組された。
カナダのメノナイトは、1873年の枢密院令により、第一次世界大戦でも自動的に兵役を免除された。第二次世界大戦中、メノナイトの良心的兵役拒否者は軍隊の統率下にある医療または歯科部隊で非戦闘員として従軍するか、市民の監督下で公園や道路で働くという選択肢を与えられた。95％以上が後者を選択し、代替奉仕に就いた。最初、男は道路工事、林業や消防のプロジェクトで働いた。1943年以後、国中で労働力不足が発生し、男は農業、教育および工業に移った。カナダの良心的兵役拒否者10,700のうち63％がメノナイトで、20％がドゥホボルだった。

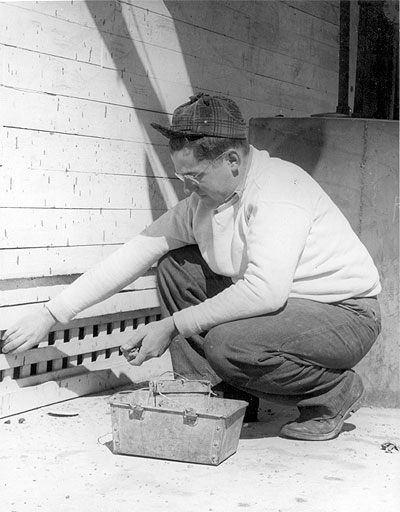
メノナイトの良心的兵役拒否者ハリー・ランツ。チフス予防のため殺鼠剤を撒いている。ミシシッピ州ガルフポート

アメリカ合衆国では、市民公共サービス (CPS)が第二次世界大戦中の兵役に替わるものを提供した。1941年から1947年、アメリカ合衆国全国とプエルトリコの152のCPSで「国のための労働」を実行した1万2千人の良心的兵役拒否者のうち、4,665名がメノナイト、アーミッシュおよびブレザレン・イン・クライストだった。徴集された者は、土壌保全、林業、消防、農業、社会奉仕および精神衛生の分野で働いた。
CPSの男は報酬無しで働き、連邦政府からの支援もほとんどなかった。CPSの維持費用と労働者の必要とする費用はその宗派と家族の責任だった。メノナイト中央委員会はメノナイトが働く場所の世話をした。CPS労働者は通常の徴集者よりも長く働き、戦争が終わっても暫くは解放されなかった。元々この計画に懐疑的であった政府役人も労働者の働きぶりを歓迎し、この計画の中からより多くの労働者を要求するようになった。CPSは森林火災の防止、浸食や洪水の制御、医学および精神衛生面に大きな貢献を果たした。

## 会員
2003年時点で、世界の65カ国に1,297,716人のメノナイトがいる。アフリカが451,959人で一番多く、続いて北アメリカの451,180人となっている。3番目はインド太平洋地域で208,155人、4番目は中南米とカリブ海地域で133,150人となっている。誕生の地であるヨーロッパには53,272人しかいない。
アフリカは成長率でも高く、毎年10％から12％となっていて、特にエチオピアが顕著である。北アメリカ、アジア太平洋および中南米・カリブ海ではそれほど高くないが堅実である。ヨーロッパでは1980年以降ゆっくりと減り続けている。
北アメリカの教会の中には勧誘活動で都心部の少数民族にターゲットを絞って成功し、潜在的な会員増強を始めたところがある。伝統的な教会の成長は中庸な教会の成長を上回っている。

## 組織

### 世界
メノナイトの組織で基本単位は教会である。何十万というメノナイト教会があり、それらの多くは互いに離れて存在している。地域会員の教会がある。地域の会派が大きな単位で国のあるいは世界の会派の会員になっているものもある。「全ての」世界中のメノナイト教会を含んだ「単一の」認められた組織は無い。
その替わりに、無数の別々の会派と共に別々の教会のまとめ役がいる。ただし、他の集団に対する特別の責任はない。個別の教会には50名から2万名の会員がいる。この数の違いは別々の会派でも同様である。礼拝、教会の教義および生活様式は、進歩的、中庸、保守的、古い秩序と正当メノナイトの間で広く変化しており、はっきりとした、独立の、また広く分散した分類に分かれる。このために、如何なるメノナイト集団も世界のメノナイト「全て」を代表したり、代弁したり、指導するものはいない。
大きなメノナイト集団は以下の11集団である
1. メノナイト・ブレザレン教会（日本メノナイト・ブレザレン教団）（6大陸に会員数30万人）
2. メセリート・クリストス教会、エチオピア（120,600会員、126,000人以上が類似教会に出席）[15]
3. メノナイト教会USA（アメリカ合衆国に会員数114,000人）
4. ブレザレン・イン・クライスト（アメリカと世界に会員数10万人）
5. コミュノート・メノナイト（コンゴ民主共和国に会員数87,000人）
6. カニサ・ラ・メノナイト（タンザニアに会員数5万人、240会派）
7. ドイッツェ・メノナイテンゲマイデン（ドイツに会員数4万人）
8. メノナイト教会カナダ（カナダに会員数3万5千人）
9. チャーチ・オブ・ゴッド・イン・クライスト（アメリカの240教会に16,000会員、他の13カ国に2,000会員）
10. 保守的メノナイト会議（北アメリカに会員数1万1千人と世界の8カ国に準会員3万4千人）
11. ビーチー・アーミッシュ・メノナイト（アメリカの159会派に1万人、他に世界に多数）

他にも20かそこらの小さな独立教会や会派があり、少数の教会と数百の会員数である。最後に、100足らずのさらに小さな独立教会があり、会員数は多くても2,000人、少ないもので40名ほどである。
メノナイト世界会議は、6大陸の51カ国から95のメノナイトとブレザレン・イン・クライスト・メノナイトの国別教会の世界的共同体である。これは「世界の再洗礼派に関わる教会の間の共同体を備え、他のキリスト教の世界的宗派と組織に関係づける」ために存在するが、如何なる種類の「政体」ではない。自発的な信仰共同体であり、その決定は会員教会を拘束しない。メノナイト世界会議の会員教会は、メノナイト・ブレザレンとメノナイト教会USA、メノナイト教会カナダであり、総会員数は40万人、全世界のメノナイトの30％である。

### 北アメリカ

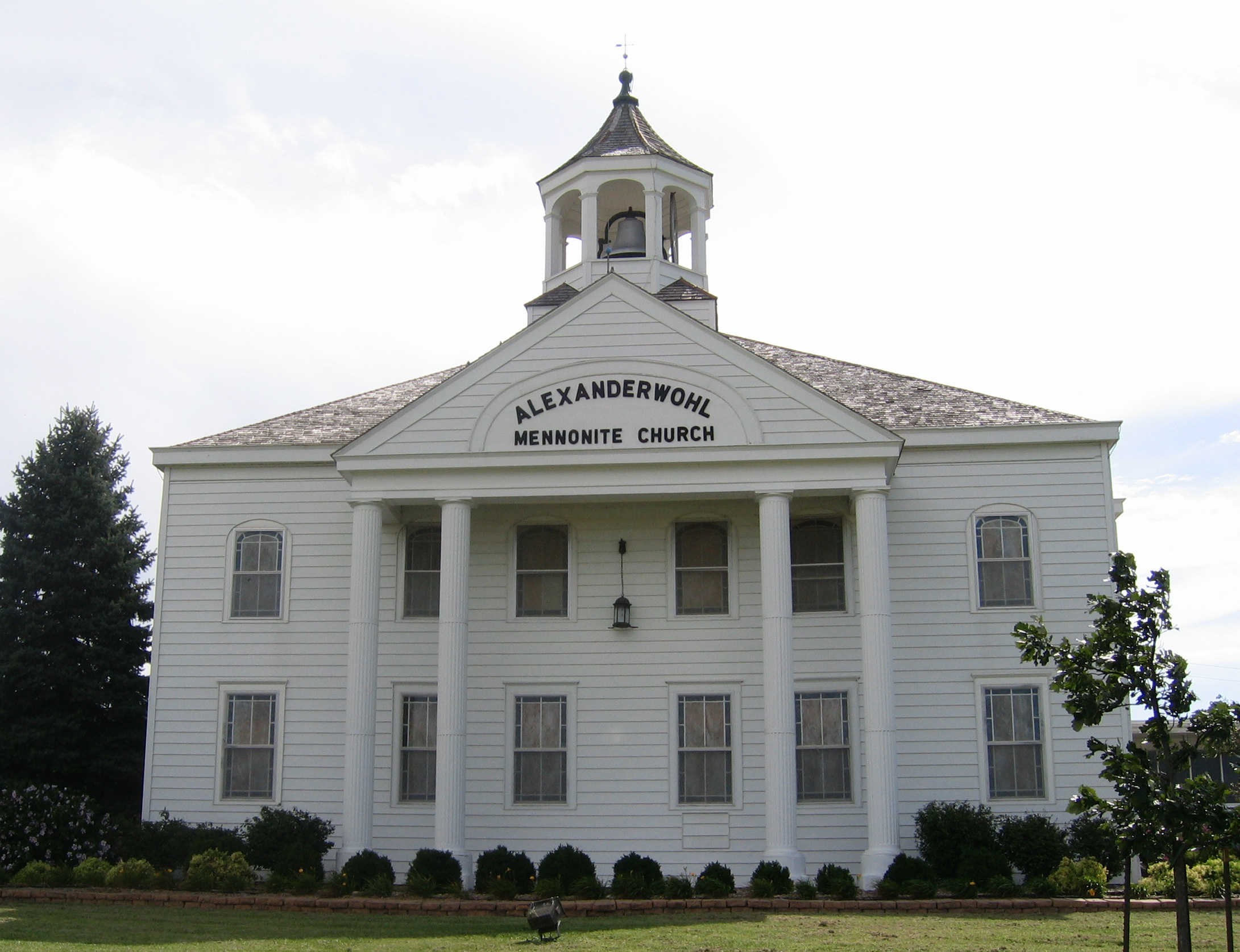
カンザス州ゲッセルにあるアレクサンダーヴォール・メノナイト教会

2003年時点で、アメリカ合衆国には約323,000人のメノナイトがいる。約11万人がメノナイト教会USAの会員で、約2万6千人がメノナイト・ブレザレン教会の会員である。約3万人が保守的および古い秩序の教会の構成員である。この3集団以外に15万9千人がいることになる。別の資料では、アメリカ合衆国の会員数は236,084人としている。
メノナイト教会USAの会員数は1998年の合併時にいた13万3千人から、2003年の11万4千人まで減った。メノナイト教会USAは潜在的な会員の特定を始めており、幾つかの大都市で都心部の少数民族にターゲットを絞って勧誘に成功した。保守的な教会で既存の社会の中自体に意味ある成長が起こりつつある。
カナダでは、2003年時点の会員数が13万人であった。このうち約3万7千人がメノナイト教会カナダの会員であり、3万5千人がメノナイト・ブレザレン教会の会員である。保守的古い秩序メノナイト教会、あるいは他の極保守的および正当派教会に約5,000名が所属している。他の宗派で5万5千人がいることになる。
メキシコでは、2003年時点でおよそ8万人のオールド・コロニー・メノナイトがいた。これらのメノナイトは1920年代にカナダのマニトバ州やサスカチェワン州のオールド・コロニー・メノナイト約6千人が大挙して移住したその子孫である。1921年、メキシコに着いたカナダのメノナイト代表はメキシコ政府から「プリヴィルギウム」不干渉の約束を得た。多くの自由が保障され、ドゥランゴ州パトス（ヌエヴォ・イデアル）とチワワ州クアウテモックの2カ所にオールド・コロニーの開拓地を造る動機となった。

### カナダとアメリカ合衆国の学校
幾つかのメノナイト集団は私設のあるいは教区経営の学校を経営している。ホールドマンのような保守的な集団は自分達の為の学校だけでなく、独自のカリキュラムと教員（大抵は若い未婚の女性、ただしそればかりではない）を養成している。ケベック州政府は私設、公営を問わず全ての学校にそのカリキュラムを強制しているので、このような教区経営の学校を認めないが、私設の学校が義務カリキュラムに独自の教材を加えることは認めている。ただし置き換えは許さない。ケベック州のカリキュラムは州内で唯一のメノナイト学校の父兄には受け入れられないものとなっている。 子供達が教育省や政府承認の教材を使う家庭学校に登録しない場合や、「制裁された」学校に登校する場合、ケベック州の教育省が法的処置を採り、児童保護サービスが関与することになると脅した後は、これらの父兄はケベックを立ち退くと言い出した。地域住民や市長は地域のメノナイトを支持している。カナダの福音主義友愛会もこの状況についてケベック州政府に対しその関心を表明する文書を送った。この問題は信教の自由を守る関係者に大きな反響を呼び、ベケット基金はその週間報告で宗教的伝統に対する脅威を扱った。2007年には、幾つかのメノナイト家族が既にケベック州を離れたと報じられた。

## 教義

### 神学
メノナイトの神学は新約聖書に記録されているキリストの教えを第一に据えている。新約聖書のモデルに基礎を置く宗教的社会を理想とし山上の垂訓の精神が吹き込まれている。その中核となる信条は再洗礼派の伝統から採られている。
- 神のことばである聖書と聖霊の権威
- 神の精神との対話による救済
- 信じる者の洗礼は3度有ると理解される：精神の洗礼（内面の変化）、水による洗礼（目撃者の前の行為）、血による洗礼（殉教と禁欲、すなわち個人的および特別の精神的鍛錬の手段として厳密な自己否定の実行）
- 修行は内面の変化が外に出てくる兆候、と理解される
- 教会の規律は新約聖書の、特にイエスの教えによって告げられている（例：マタイによる福音書18章15節-18節）。戒規を実施するメノナイト教会もある。
- 聖餐式は秘跡や儀礼としてよりも記念として理解される。教会の一体性と規律の中で洗礼を受けた信者によって観念的に共有される[27]。

初期に表明された信仰告白の一つはシュライトハイム信仰告白であり、1527年2月24日に採用された。7箇条がある。
- 信じる者の洗礼
- 戒規
- 聖餐
- 悪魔からの分離と回避（カトリック教会などの習慣）
- 教会の牧師
- 刀（武器）の拒否（無抵抗、非暴力および平和主義）
- 誓いの拒否（真実の証としての誓い）

ドルトレヒト信仰告白（1618年のドルトレヒト会議にて決められた、カルヴァン主義に基づくドルト信仰基準とは異なる。）は1632年4月21日にオランダのメノナイトによって、1660年にアルサチアのメノナイトによって、1725年に北アメリカのメノナイトによって採用された。宗派や会員によって受容が求められる公式の信条や教理問答はない。しかし、メノナイト教会カナダやメノナイト教会USAのメノナイト観において信仰の告白としての構造や伝統がある。

## 礼拝、教義および伝統
今日のメノナイトは広い範囲の礼拝、教義および伝統がある。以下は北アメリカで見られる主流メノナイトの様式である。世界中のメノナイトを具体的に研究するところまでは行っていないが、複雑なメノナイトの分派の代表例として示す。
中庸メノナイトには最大の会派であるメノナイト・ブレザレンとメノナイト教会が含まれる。礼拝や実践の形においては、プロテスタントの宗派と大きな違いはない。特別の服装形態はないし、技術を使うことに制限もない。礼拝の様式は異なる宗派の間で大きく変化している。正式な礼拝のきまりは無い。典型的なものは賛美歌の歌唱、聖句の朗読、祈りと説教である。聖歌隊を好む教会もある。また電子楽器で当世風のキリスト教音楽を演奏する場合もある。メノナイトの宗派は独立経営であり、独自の牧師を指名する。牧師が宗派から承認される必要はないし、他の宗派から牧師が指名されることもある。会員の数に応じて少額の献金が行われ、会報の発行や他の宗派、他の国との交流のための機能を果たすために使われる。中庸メノナイトの特徴有る性格は規則よりも強調するものに傾いている。平和の強調、社会と奉仕の強調である。しかし、会員が特別の社会で生活するのではなく、世界に対する「塩と光」として一般社会に参加している（マタイ伝5章13節、14節）。メノ・シモンズの教義の主要な要素は保たれているが、中庸な形である。破門は滅多に行われず、行われたとしても社会が固いきずなに結ばれている宗派よりも効果が少ない。破門は起こる可能性がある。第二次世界大戦で軍隊に従軍した会員に対してメノナイト・ブレザレンが行ったのが顕著な例である。軍隊に従軍することは一般に認められていないが、法律専門家や法執行機関に従事することは認められる。地元や海外での奉仕活動と広い社会の支援は奨励されている。メノナイト中央委員会が海外支援の指導に当たっている。1万の村(Ten Thousand Villages)はフェアトレード商品の再販売業者として活動している。
改革メノナイト教会は、アメリカ合衆国とカナダの会員と共に、当初の北アメリカ・メノナイト本体の第1区分を代表している。著述家のステファン・スコットによって「古いしきたりの第一管理人」と呼ばれるように、改革メノナイト教会は19世紀初頭に造られた。改革メノナイトは自分達をメノ・シモンズの教義と聖書の教えの忠実な追随者と見ている。教会の規則は無いが聖書を唯一の指導書として依存している。礼拝の全ての形態からの厳格な分離を強調し、18世紀のメノナイトの様式を保存する保守的で質素な服装をしている。しかし、子供達にメノナイトの信仰を強制することを禁じ、公営の学校に行くことを許し、また自動車の利用も認めてきた。ミルトン・S・ハーシーの母の教会であることでも有名である。また、指導層における不誠実と不統一と見えたことに対して反乱を起こしたペンシルベニア州の農夫、ロバート・ベアの長く苦い破門でも有名である。
ホールドマン・メノナイトは1859年の分裂の時に創られた。キリストの中の神の教会は世界に1万9千人の会員がいる。その創設者に因んでホールドマン・メノナイトとして知られている。福音による改心を強調し、また厳しい戒律と破門の実行がある。真実は一つという教義と破門した会員に対して厳格に回避するために、他のメノナイト宗派とは分かれたままである。
古い秩序メノナイトには多くの独特な集団がある。他の者が車を使い英語を話す傍らで、輸送用に馬車を用いたり、ドイツ語を話したりしている。多くの古い秩序の集団が共有するものは、保守的な教義、服装および伝統であり、19世紀と20世紀初期の分裂に起源がある。政治など「世界の罪」と呼ぶものへの参加を拒んでいる。多くの古い秩序の集団はメノナイトが運営する学校で子供達を教育している。

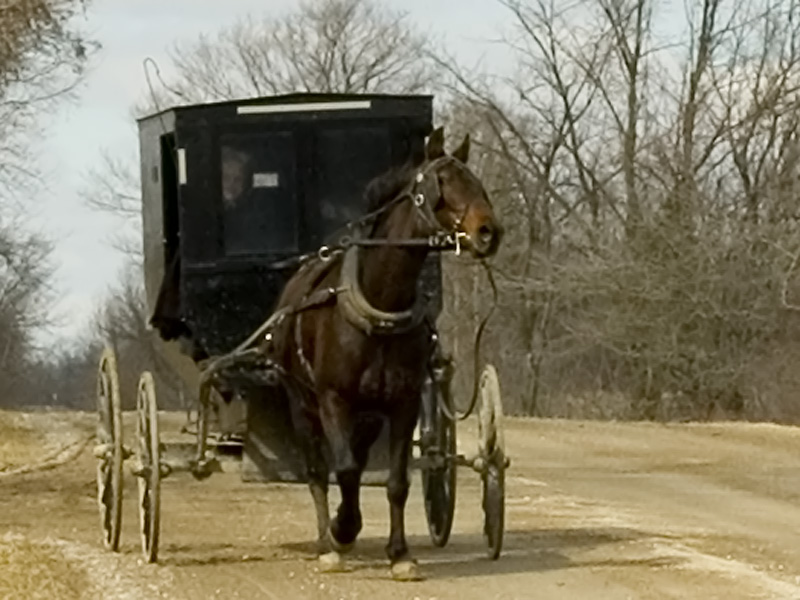
メノナイトの馬車

- 馬車を使う古い秩序メノナイトは、1872年に始まり1901年に終わった一連の古い秩序分裂から出てきた。この時、保守的なメノナイトは19世紀アメリカの復活主義の影響がメノナイトの礼拝に与えた急激な変化と戦った。多くの馬車を使う古い秩序メノナイトは農業用にトラクターを用いることは容認する。ただし、道路の輸送用にトラクターが使われないように鉄の車輪に固執している。スタウファーあるいはパイク・メノナイトと同様、世界からの分離、破門および質素な身なりを強調する。スタウファーあるいはパイクのメノナイトと違うのは、破門の形が厳しくないということである。これは破門が分離ではないということであり、それ故に家庭の食卓から外されるわけでもなく、配偶者と分離されることでも仕事から切り離されることでもないからである。
- 自動車を使う古い秩序メノナイトも1872年から1901年の分裂から生じた。彼らは1900年代初期に袂を分かった馬車を使う古い秩序メノナイトと同じ集会所を分け合うこともあるし、ほとんど同じ「古い秩序」の礼拝形式に固執してもいる。この集団は1927年に自動車を使い始めた。ただし、車は質素でなければならないので黒く塗られた。自動車を使う古い秩序メノナイトの中で最大の集団は、クロム鍍金のバンパーを黒く塗るので、「黒のバンパー」メノナイトと呼ばれている。

スタウファー・メノナイトあるいはパイク・メノナイトは馬車を使うメノナイトの最初で最も保守的な形態を代表している。1845年に子供の躾け方と配偶者の虐待についてメノナイト教会の数人の会員による論争の後で設立された。その直ぐ後にもさらに分裂を始めた。今日この集団は、アーミッシュを除けばスイス・メノナイトで最も保守的なものとなっている。「世界」からの分離を強調し、「背教者や分離した会員からの厳格な分離」に拘り、車や技術を禁ずるか制限し、質素な身なりをしている。現在では、上述の自動車を使う古い秩序メノナイト集団の一部と考えられている。
保守的メノナイトは幾分保守的な服装を続け、テレビやラジオを遠ざけ、他の技術は慎重に受け入れるメノナイトと考えられている。単一の集団ではなく、東ペンシルベニア・メノナイト教会のように、様々な独立した会派および集団に分かれている。19世紀第4四半期の古い秩序の分裂にあった急激な変化にも拘わらず、アメリカとカナダのメノナイトは、新約聖書の文字通りの解釈に基づく核となる伝統的な信仰と共に、20世紀初めの質素な習慣を維持している。しかし、20世紀前半に始まったアメリカとカナダに置ける保守派と急進派の指導者間の不一致が今も続いている。第二次世界大戦の後、メノナイト教会が歴史的な伝統から遊離していることに対する反動として、保守的な運動が分散していた分離主義者集団の中から持ち上がった。「質素」は、伝統的な信仰と習慣に対する批判が1950年代と1960年代に上がったとき、時代遅れとなった。急進的な集団から最初に保守派集団が退いたときが1950年代であった。この引き籠もりはメノナイトの分裂と急進的なアーミッシュ集団との組み合わせから起こった保守系運動の中で今日も続いている。他の保守的メノナイト集団は19世紀後半にワイスラー・メノナイトと同様に古い秩序のアーミッシュから分かれた元アーミッシュ＝メノナイト教会から下ってきたものである。アーミッシュをより最近に離れてきた者からできた保守的メノナイト教会もある。
進歩的メノナイト教会はホモセクシャルの会員が教会員として礼拝することを許し、その結果中庸の集団の会員から破門されてきたものである。ペンシルベニア州ジャーマンタウンのジャーマンタウン・メノナイト教会がこのような進歩的メノナイト教会の一例である。

### 性、結婚、および家庭など
メノナイト教会には修道院生活のような形式上禁欲的な宗教習慣は無いが、その会員の独身であることと結婚の神聖さ双方に正当性と名誉を認めている。独身の人は慎み深いことが期待され、結婚は終世続き、一夫一婦で、男女間の誠実な盟約であると期待されている。離婚は奨励されず、人の「頑なな心」が究極の離婚原因と信じられている。あるメノナイト教会では、性的不誠実やひどい虐待以外の理由で一方的に伴侶を離婚した会員に懲罰を下した。1960年代か1970年代頃まで、メノナイトの住民が都市に拡がる前は、離婚は極めて希なことだった。近年、離婚はありふれたものになり、特に虐待が明らかな場合には汚点にもならないようになった。
伝統的に、特に保守的なメノナイト集団では大変質素な服装（女性の服装で顕著）が期待されてきたが、メノナイト住民が都市化されより広い文化に統合されるにつれ、この見た目の違いは保守的集団の外では消えつつある。
メノナイト教会の地域集会（他の宗派の教区に対応するもの）は、禁欲的ではないホモセクシャルに対して会員であることを認めた会員を排除するように動いてきた。この追放は中庸的なメノナイト集団では議論の的にされ、今も続いている。
これら追放された信徒の者がメノナイト教会やメノナイト教会総合会議に二重に加入していたが、後者は同じ信徒を追放しなかった。この2つの会派が2002年に公式に統合されて、メノナイト教会カナダとメノナイト教会USAとなったとき、1つの会派から追放されてもう1つには残っているような信徒が、新しく統合された会派の「内部の者」なのか「外部の者」なのか未だに明らかでない。また幾つかのメノナイト集団は、そのような信徒を追放するよりも集団の中の「準会員」として、「懲戒された」信徒を留めて置くことを選んできた。実質的に懲戒された信徒と会派の間の対話は続いている。
オランダのメノナイト教会は1911年に初めて女性の牧師、アンナ・ツェルニクを承認した。約1世紀後の現在、40％以上の牧師は女性である。
オランダのメノナイト教会は1970年代に初めてホモセクシャルの牧師を容認した。2001年ホモセクシャルの結婚がオランダで認められ、オランダのメノナイト教会はホモセクシャルの結婚式を初めて執り行った。

### 日本
1950年代の初めに北海道や九州、神戸に宣教師が派遣され、その後各地に広まった。日本メノナイト・ブレザレン教団、日本メノナイト・キリスト教会協議会、日本メノナイト・教会会議、東京地区メノナイト教会連合、日本キリスト兄弟団、メイノナイト・ブラザレン・フェローシップといった組織があり、それぞれ属する教会が各地にある。